# Anfílocos
Os anfílocos  ( em latim: Amphiloci  ) foram uma antiga tribo da Galécia, um povo galaico do convento bracarense cujo território não pôde ser definido, mas que poderá eventualmente ter vivido em Junqueira de Ambia, com base na raiz do seu nome ("amb").